# Ilkka-Eemeli Laari
Ilkka-Eemeli Laari (* 29. Mai 1989 in Oulu) ist ein ehemaliger finnischer Snowboarder. Er startete in der Disziplin Halfpipe.

## Werdegang
Laari trat international erstmals beim Europäischen Olympischen Winter-Jugendfestival 2005 in Monthey in Erscheinung. Dort wurde er Vierter. Bei den nachfolgenden Juniorenweltmeisterschaften 2005 in Zermatt kam er auf den 34. Platz. Sein Debüt im Snowboard-Weltcup gab er im Januar 2006 in Leysin, wo er den 34. Platz belegte. In der Saison 2007/08 siegte er im Europacup in Leysin und errang mit drei Top-Zehn-Platzierungen den 15. Platz im Halfpipe-Weltcup. Bei den Juniorenweltmeisterschaften 2008 in Chiesa in Valmalenco wurde er Zehnter. In der folgenden Saison kam er dreimal unter die ersten zehn und erreichte mit dem sechsten Platz im Halfpipe-Weltcup sein bestes Gesamtergebnis im Weltcup. Zudem errang er in Saas-Fee mit Platz drei seine einzige Podestplatzierung im Weltcup. Beim Saisonhöhepunkt, den Snowboard-Weltmeisterschaften im Januar 2009 in Gangwon, wurde er Vierter. Im März 2009 holte er bei den Juniorenweltmeisterschaften in Nagano die Bronzemedaille. In der Saison 2009/10 errang er bei den Burton European Open in Laax den zweiten Platz. In den folgenden Jahren belegte er bei den Snowboard-Weltmeisterschaften 2011 in La Molina den fünften Platz und bei den Snowboard-Weltmeisterschaften 2013 im Stoneham den neunten Rang. Zudem siegte er im Oktober 2010 beim Europacup in Saas-Fee und errang in der Saison 2011/12 mit den Plätzen acht und sieben den 13. Platz im Halfpipe-Weltcup. In seiner letzten aktiven Saison 2013/14 absolvierte er im Stoneham seinen 22. und damit letzten Weltcup, welchen er auf dem 12. Platz beendete und kam im Februar 2014 in Sotschi bei seiner einzigen Olympiateilnahme auf den 33. Platz.

## Teilnahmen an Weltmeisterschaften und Olympischen Winterspielen

### Olympische Winterspiele
- 2014 Sotschi: 33. Platz Halfpipe

### Snowboard-Weltmeisterschaften
- 2009 Gangwon: 4. Platz Halfpipe
- 2011 La Molina: 5. Platz Halfpipe
- 2013 Stoneham: 9. Platz Halfpipe

## Weltcup-Gesamtplatzierungen
| Saison  | Gesamt | Gesamt | Freestyle | Freestyle | Halfpipe | Halfpipe |
| Saison  | Punkte | Platz  | Punkte    | Platz     | Punkte   | Platz    |
| ------- | ------ | ------ | --------- | --------- | -------- | -------- |
| 2005/06 | 122    | 220.   | -         | -         | 122      | 79.      |
| 2007/08 | 1210   | 67.    | -         | -         | 1210     | 15.      |
| 2008/09 | 1760   | 37.    | -         | -         | 1760     | 6.       |
| 2009/10 | 360    | 150.   | -         | -         | 360      | 45.      |
| 2010/11 | -      | -      | 450       | 65.       | 450      | 32.      |
| 2011/12 | -      | -      | 680       | 28.       | 680      | 13.      |
| 2012/13 | -      | -      | 520       | 43.       | 520      | 25.      |
| 2013/14 | -      | -      | 510       | 42.       | 510      | 42.      |